# Süleyman Demirel

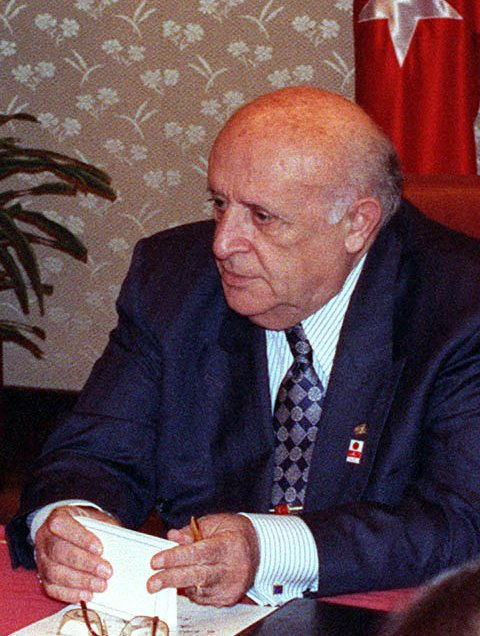
Süleyman Demirel (1998)

Sami Süleyman Gündoğdu Demirel (* 1. November 1924 in İslamköy, Provinz Isparta; † 17. Juni 2015 in Ankara) war ein türkischer Politiker (AP, DYP). Er war siebenmal Ministerpräsident und von 1993 bis 2000 Staatspräsident der Türkei.

## Leben

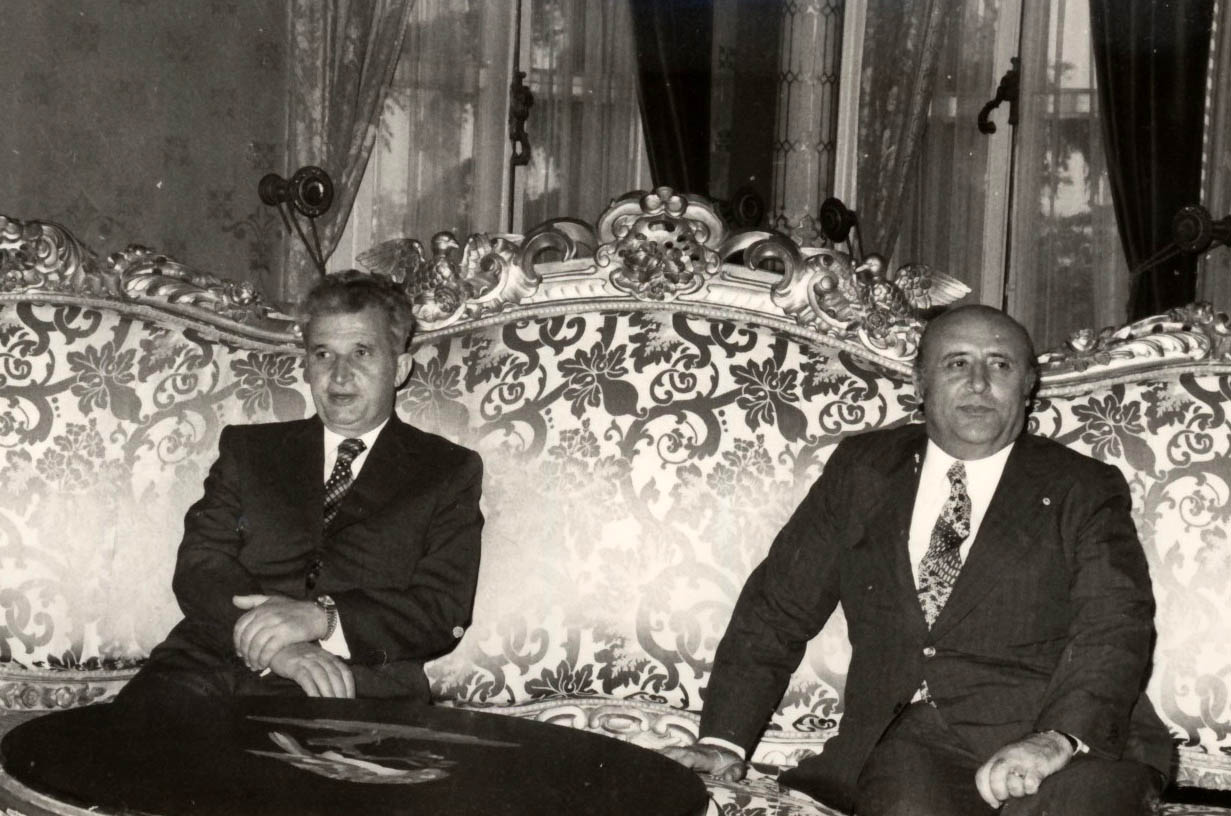
Süleyman Demirel (rechts) mit Nicolae Ceaușescu

Demirel erlangte 1948 einen Universitätsabschluss in Ingenieurwissenschaft an der TU Istanbul. Anfang der 1950er Jahre war er als Ingenieur bei der staatlichen Wasserbehörde Devlet Su İşleri beschäftigt, deren Leitung er ab 1955 übernahm.
Am 15. Februar 1956 wurde Süleyman Demirel Freimaurer, indem er in die Bilgi-Loge in Ankara aufgenommen wurde. Mit 37 Jahren trat er 1961 in die Politik ein und wurde Abgeordneter der Gerechtigkeitspartei (AP) im türkischen Parlament. Drei Jahre später wurde er Vorsitzender der Gerechtigkeitspartei und blieb dies auch bis 1980. Süleyman Demirel wurde schließlich am 27. Oktober 1965 der jüngste Ministerpräsident der Türkei. Als eine seiner Aufgaben sah er die Verstärkung der Bindungen der Türkei an die NATO. Außerdem leitete er zahlreiche Entwicklungsprogramme für die türkische Landwirtschaft ein.
Nach sechs Jahren wurde Süleyman Demirel im März 1971 wegen seiner Weigerung, dem Militär politischen Einfluss im Anti-Terrorkampf zu gewähren, von diesem gestürzt. Doch bereits am 31. März 1975 wurde er erneut in einer Koalitionsregierung mit der islamistischen Millî Selamet Partisi (MSP), der rechtsextremen MHP und der nationalistischen Cumhuriyetçi Güven Partisi (CGP) Premierminister. Er betrieb eine neoliberale Wirtschaftspolitik trotz politischer Unruhen, Inflation und Handelsdefizit weiter. Er blieb Premier bis Juni 1977, als die Koalitionsregierung auseinanderbrach. Mit einer neuen Koalition mit der MSP und der MHP wurde er abermals von 21. Juli bis 4. Januar 1978 Regierungschef. Jedoch zerbrach auch diese Koalition und Süleyman Demirel begab sich in die Opposition.
Am 12. November 1979 wurde Demirel noch einmal zum Ministerpräsidenten einer Minderheitsregierung ernannt. Auch diese Amtszeit währte nicht lange. Am 12. September 1980 wurde er durch einen erneuten Militärputsch unter Führung von Kenan Evren mit der Begründung, extremistische Gewalt bedrohe das Land, seines Amtes enthoben und erhielt ein Verbot der politischen Betätigung.

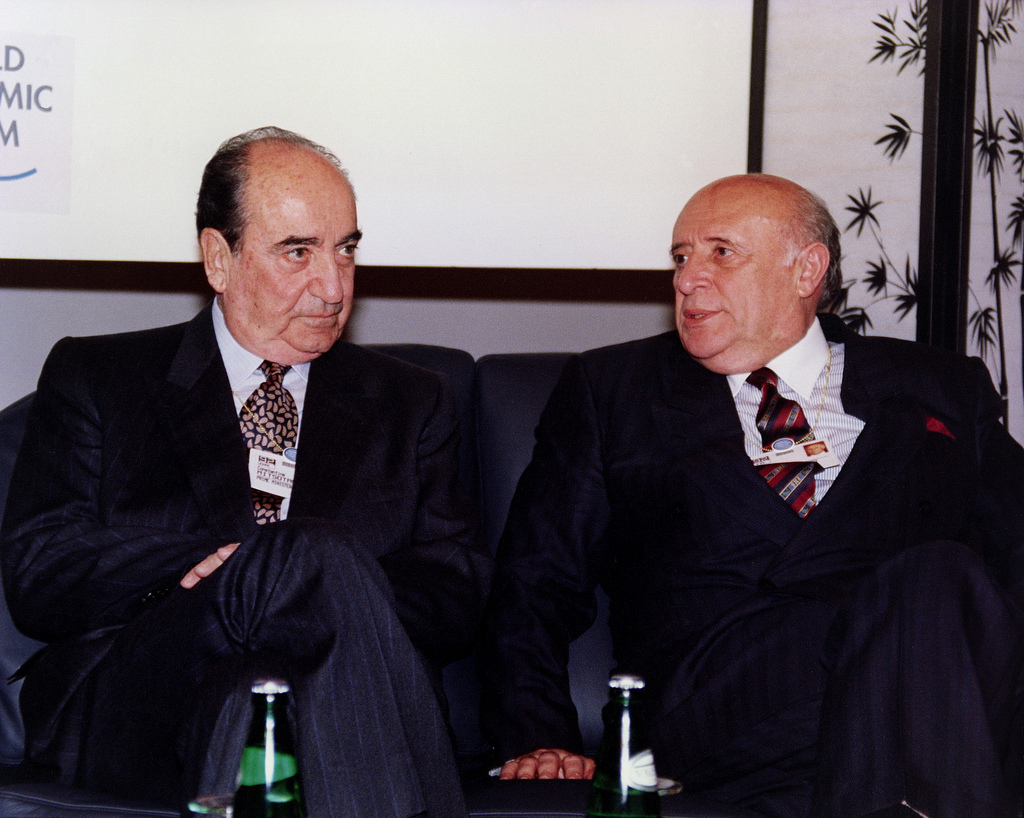
Demirel (rechts) mit dem griechischen Ministerpräsidenten Konstantinos Mitsotakis 1992

Süleyman Demirel wurde 1987 Vorsitzender der rechtskonservativen Partei des Rechten Weges (DYP). Nach einem Wahlsieg über die bis dahin regierende, ebenfalls rechtskonservative Mutterlandspartei (ANAP) wurde er am 20. November 1991 zum siebten Mal türkischer Regierungschef. Er blieb dies bis zum 5. Juni 1993, nachdem er im Mai zum türkischen Staatspräsidenten gewählt worden war. Dieses Amt hatte er bis zum Jahr 2000 inne.
Während seiner Amtszeit begnadigte er 100 Gefangene.
Demirel starb in einem Krankenhaus in Ankara nach einer Atemwegsinfektion an Herzversagen.

## Ehrungen
- 2004: Orden der Republik Moldau[4]
- 2001: Barys-Orden der Republik Kasachstan[5]
- 2000: Sonderstufe des Großkreuzes des Verdienstordens der Bundesrepublik Deutschland[6][7]
- 2000: Skanderbeg-Orden, höchster Orden der Republik Albanien.[8][9]